# Минный городок

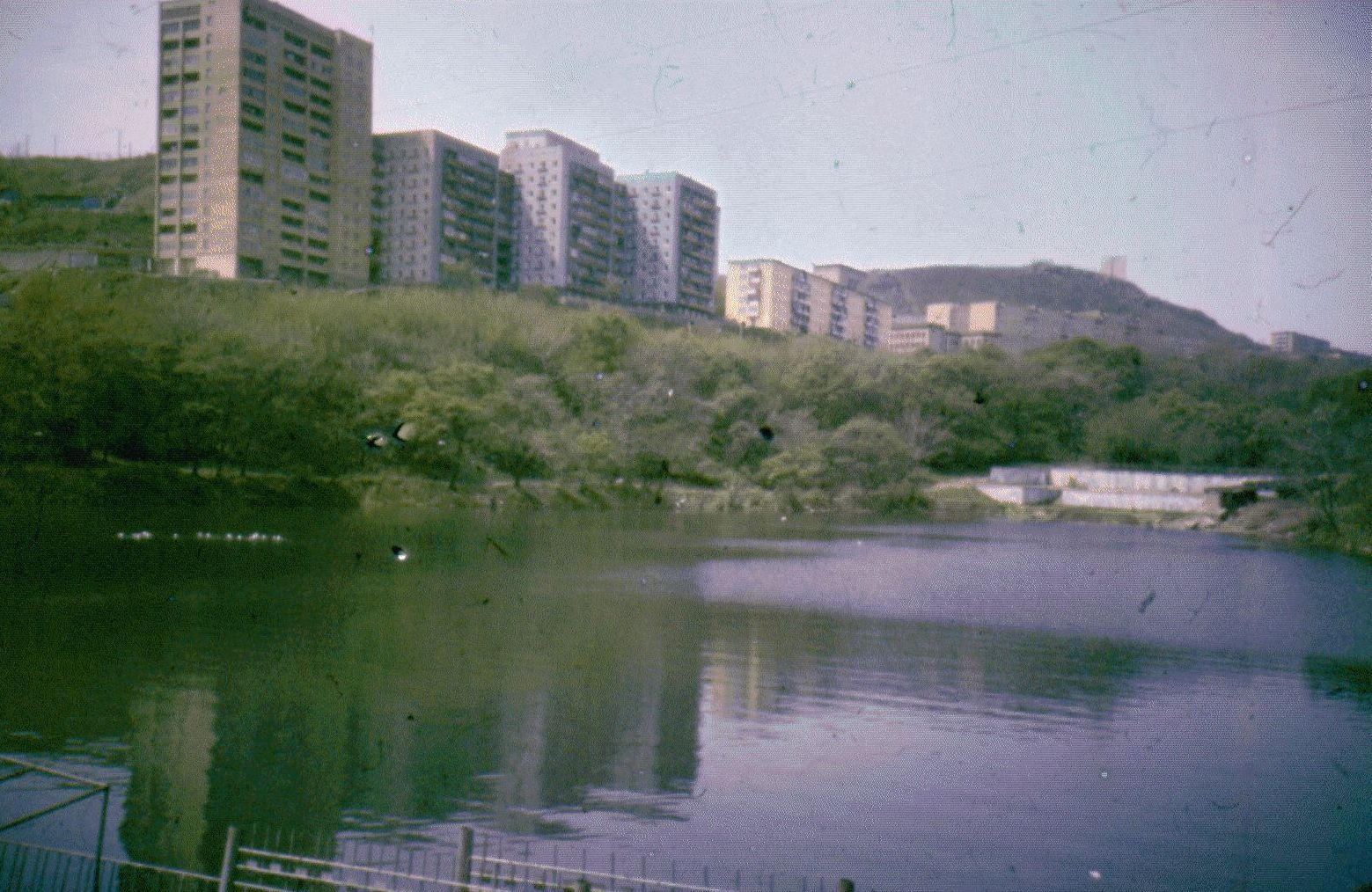
Пруд Минного городка, 1994 год

Ми́нный городо́к — садово-парковый массив города Владивостока. В прошлом — объект военного назначения. На территории парка находятся три озера, соединённые искусственными водопадами. Площадь парка 37 га.

## История
Строительство минного городка началось в 1880-е годы. Здесь было создано обширное минно-артиллерийское хозяйство военного порта и крепости Владивосток. Склады с боеприпасами были спрятаны глубоко под землёй. Помимо автономного водоснабжения, все помещения арсенала были телефонизированы, оборудованы вентиляцией и системой дренажа. Многие из них сохранились до наших дней. Возле складов были выстроены казармы, особняки для офицеров и жилые дома. Военный посёлок был назван Минным городком.
Современный парк был сдан к 125-летнему юбилею Владивостока (1985 год). Здесь можно было отдохнуть, послушать музыку, развлечься на аттракционах. Имелся детский кинотеатр «Буратино», «колесо обозрения», выставочный зал, шахматный клуб, кафе.
В 2000-е годы парк находится в запустении.
Одна из улиц микрорайона носила имя Патриса Лумумбы, в 1990-е годы часть улицы переименована в честь командующего Тихоокеанским флотом адмирала Юмашева, а другая часть улицы — в честь Адмирала Флота Советского Союза Кузнецова.